# Lu Ying (Badminton)
Lu Ying (chinesisch 鲁莺; * 1978) ist eine ehemalige Badmintonspielerin aus der Volksrepublik China.

## Karriere
Lu Ying machte erstmals auf sich aufmerksam, als sie bei der Junioren-Weltmeisterschaft 1996 Silber im Doppel und Gold im Mixed gewann. Die German Open 2000 gewann sie im Doppel mit Huang Sui. Bei den All England 1999 standen beide im Finale. Bei der Badminton-Weltmeisterschaft 1999 war jedoch schon im Achtelfinale Endstation. Bei den US Open 1999 war sie mit Huang Nanyan erfolgreich.

## Sportliche Erfolge
| Saison    | Veranstaltung              | Disziplin   | Platz | Name                   |
| --------- | -------------------------- | ----------- | ----- | ---------------------- |
| 1996      | Junioren-Weltmeisterschaft | Mixed       | 1     | Wang Wei / Lu Ying     |
| 1996      | Junioren-Weltmeisterschaft | Damendoppel | 2     | Zhan Xubin / Lu Ying   |
| 1999      | US Open                    | Damendoppel | 1     | Huang Nanyan / Lu Ying |
| 1999      | Hong Kong Open             | Damendoppel | 2     | Huang Sui / Lu Ying    |
| 1999      | Thailand Open              | Damendoppel | 3     | Lu Ying / Huang Sui    |
| 1999      | Swedish Open               | Damendoppel | 2     | Lu Ying / Huang Sui    |
| 1999      | All England                | Damendoppel | 2     | Hung Sui / Lu Ying     |
| 1999/2000 | German Open                | Damendoppel | 1     | Lu Ying / Huang Sui    |